# Hegganur, Heggadadevankote
Hegganur là một làng thuộc tehsil Heggadadevankote, huyện Mysore, bang Karnataka, Ấn Độ.